# Kongó Gumi
A Kongó Gumi (株式会社金剛組; Kabusiki gaisa Kongó Gumi; Hepburn: Kabushiki Gaisha Kongō Gumi) japán építési vállalat, amely a világ legrégebben működő önálló cége volt, amíg 2006-ban a Takamatsu nevű csoport tagja nem lett. Az oszakai székhelyű Kongó Gumit 578-ban alapították.

## Története
Az alapítók koreaiak voltak, akiket Sótoku herceg hívott meg Pekcséből, hogy építsék föl a Sitennó-dzsi buddhista templomot. Az alapítók úgy döntöttek, hogy Japánban maradnak, és építési munkákból fognak élni. Az évszázadok teltével a vállalat számos híres épületet húzott fel, ők építették például az oszakai várkastélyt.
Egy három méter hosszú 17. századi tekercs felsorolja a tulajdonosok 40 generációját a vállalat kezdetétől. Ahogy más neves japán családok esetében, a név lányágon is öröklődött úgy, hogy a benősülők felvették a Kongó nevet.[forrás?]

## Fordítás
- Ez a szócikk részben vagy egészben  a   Kongō Gumi című angol Wikipédia-szócikk ezen változatának fordításán alapul.  Az eredeti cikk szerkesztőit annak laptörténete sorolja fel. Ez a jelzés csupán a megfogalmazás eredetét és a szerzői jogokat jelzi, nem szolgál a cikkben szereplő információk forrásmegjelöléseként.